# Aubussargues
Aubussargues är en kommun i departementet Gard i regionen Occitanien i södra Frankrike. Kommunen ligger i kantonen Saint-Chaptes som tillhör arrondissementet Nîmes. År 2022 hade Aubussargues 326 invånare.

## Befolkningsutveckling
Antalet invånare i kommunen Aubussargues
Referens:INSEE